# Логан (округ, Північна Дакота)
Шаблон:StateAbbr_ 46°27′ пн. ш. 99°29′ зх. д. / 46.45° пн. ш. 99.48° зх. д.
Округ Логан (англ. Logan County) — округ (графство) у штаті Північна Дакота, США. Ідентифікатор округу 38047.

## Історія
Округ утворений 1873 року.

## Демографія
За даними перепису
2000 року
загальне населення округу становило 2308 осіб, усе сільське.
Серед мешканців округу чоловіків було 1144, а жінок — 1164. В окрузі було 963 домогосподарства, 660 родин, які мешкали в 1193 будинках.
Середній розмір родини становив 2,88.
Віковий розподіл населення поданий у таблиці:
| Стать    | До 15 років | 15-21 | 22-29 | 30-39 | 40-49 | 50-65 | 65-85 | Понад 85 |
| -------- | ----------- | ----- | ----- | ----- | ----- | ----- | ----- | -------- |
| Чоловіки | 221         | 72    | 65    | 138   | 165   | 210   | 243   | 30       |
| Жінки    | 198         | 80    | 53    | 121   | 139   | 223   | 289   | 61       |

## Суміжні округи
- Статсмен — північний схід
- Ламур — схід
- Макінтош — південь
- Еммонс — захід
- Кіддер — північний захід

## Виноски
1. ↑  US Decennial Census. US Census Bureau. Архів оригіналу за 19 липня 2018. Процитовано 28 січня 2015.
2. ↑  Historical Census Browser. University of Virginia Library. Архів оригіналу за 11 серпня 2012. Процитовано 28 січня 2015.
3. ↑  Forstall, Richard L., ред. (20 квітня 1995). Population of Counties by Decennial Census: 1900 to 1990. US Census Bureau. Архів оригіналу за 5 березня 2015. Процитовано 28 січня 2015.
4. ↑  Census 2000 PHC-T-4. Ranking Tables for Counties: 1990 and 2000 (PDF). US Census Bureau. 2 квітня 2001. Архів оригіналу (PDF) за 18 грудня 2014. Процитовано 28 січня 2015.
5. ↑  State & County QuickFacts. Бюро перепису населення США. Архів оригіналу за 7 червня 2011. Процитовано 1 листопада 2013.(англ.) Наведено за англійською вікіпедією.
6. ↑  American FactFinder. Бюро перепису населення США. Архів оригіналу за 26 лютого 2012. Процитовано 31 січня 2008.

| США | Це незавершена стаття з географії США. Ви можете допомогти проєкту, виправивши або дописавши її. |